# 角筈

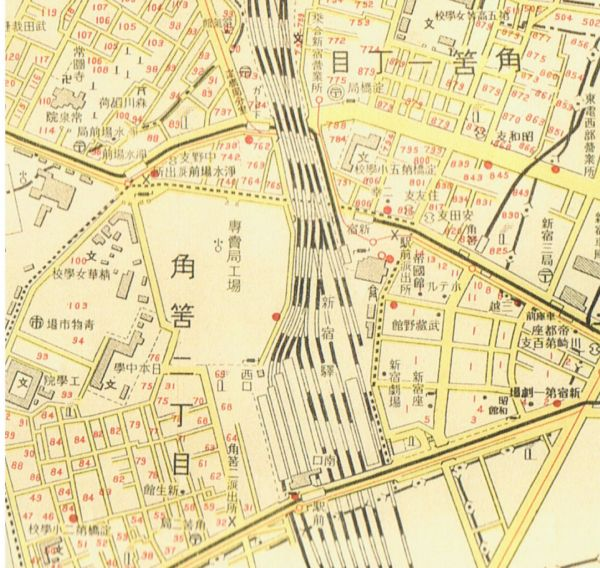
1937年の角筈周辺。新宿駅の東側が角筈1丁目、西側が角筈2丁目。

角筈（つのはず）は、かつて東京都新宿区にあった地名。町名設置当初は、角筈一丁目から角筈三丁目まであった。現在は、西新宿の大部分及び歌舞伎町一丁目と新宿三丁目の一部。

## 地理
東京都新宿区の南西部に位置していた。現在の新宿駅一帯（新宿区側）に相当する。

## 名称
角筈の名は戦国時代から見られ、北条氏の家臣綾部荘四郎の領地だった。
江戸時代には、角筈村と呼ばれ、明治維新まで幕府直轄領となった。
一部は、以下の領地となった。
- 1658年（万治元年） - 旗本の神谷又五郎
- 1671年（寛文11年） - 御箪笥同心
- 1672年（寛文12年） - 牛込宗参寺
- 1707年（宝永4年） - 湯島麒祥院

### 地名の由来
諸説あるが、この村の名主をしていた渡辺家の先祖の与兵衛にちなむ。与兵衛は、天文・永禄年間に紀伊国熊野で発生した争乱を避けてこの地に流れ着き、新田を作って熊野権現の社を作った。真言宗の信者で、正式な僧にはならずに自宅で修行する、忌み言葉で「優婆塞（うばそく）」だった。この「優婆塞」の隠語は髪型または鹿の角をつけた杖を携行することにちなむ。そのため村の名を「角筈」といった。
別の説では、角筈周辺を開拓した渡辺与兵衛の髪の束ね方が異様で、角にも矢筈にも見えたことから、人々が与兵衛を角髪または矢筈と呼び、これが転じて角筈となったという。新宿区教育委員会では、この説を有力としている。

## 沿革

### 年表
- 1878年（明治11年）11月2日 - 郡区町村編制法の施行により南豊島郡角筈村となる。
- 1885年（明治18年）3月1日 - 日本鉄道支線（赤羽 - 品川間）が開業し、内藤新宿停車場（現在の新宿駅）が置かれる。
- 1889年（明治22年）5月1日 - 町村制施行により、角筈村は内藤新宿添地町の飛地[4]とともに、淀橋町大字角筈となる。
- 1932年（昭和7年）10月1日 - 淀橋区角筈一丁目から三丁目を新設する。
- 1947年（昭和22年）3月15日 - 新宿区角筈一丁目から三丁目となる。
- 1948年（昭和23年）4月1日 - 一丁目の一部が歌舞伎町となる。現在の新宿遊歩道公園北側の一画は歌舞伎町とはならず角筈一丁目として存続したため、当該地は、角筈一丁目の飛地となった｡
- 1970年（昭和45年）4月1日 - 一丁目、二丁目および三丁目の各一部が、西新宿となる[5]。
- 1971年（昭和46年）1月1日 - 一丁目、二丁目および三丁目の各一部が、西新宿となる[6]。
- 1973年（昭和48年）1月1日 - 一丁目および二丁目の各一部が新宿三丁目の一部となる。
- 1978年（昭和53年）7月1日 - 一丁目の全域および二丁目の全域が歌舞伎町となり[7]、町名としての角筈は廃止される[8]。

### 町名の変遷

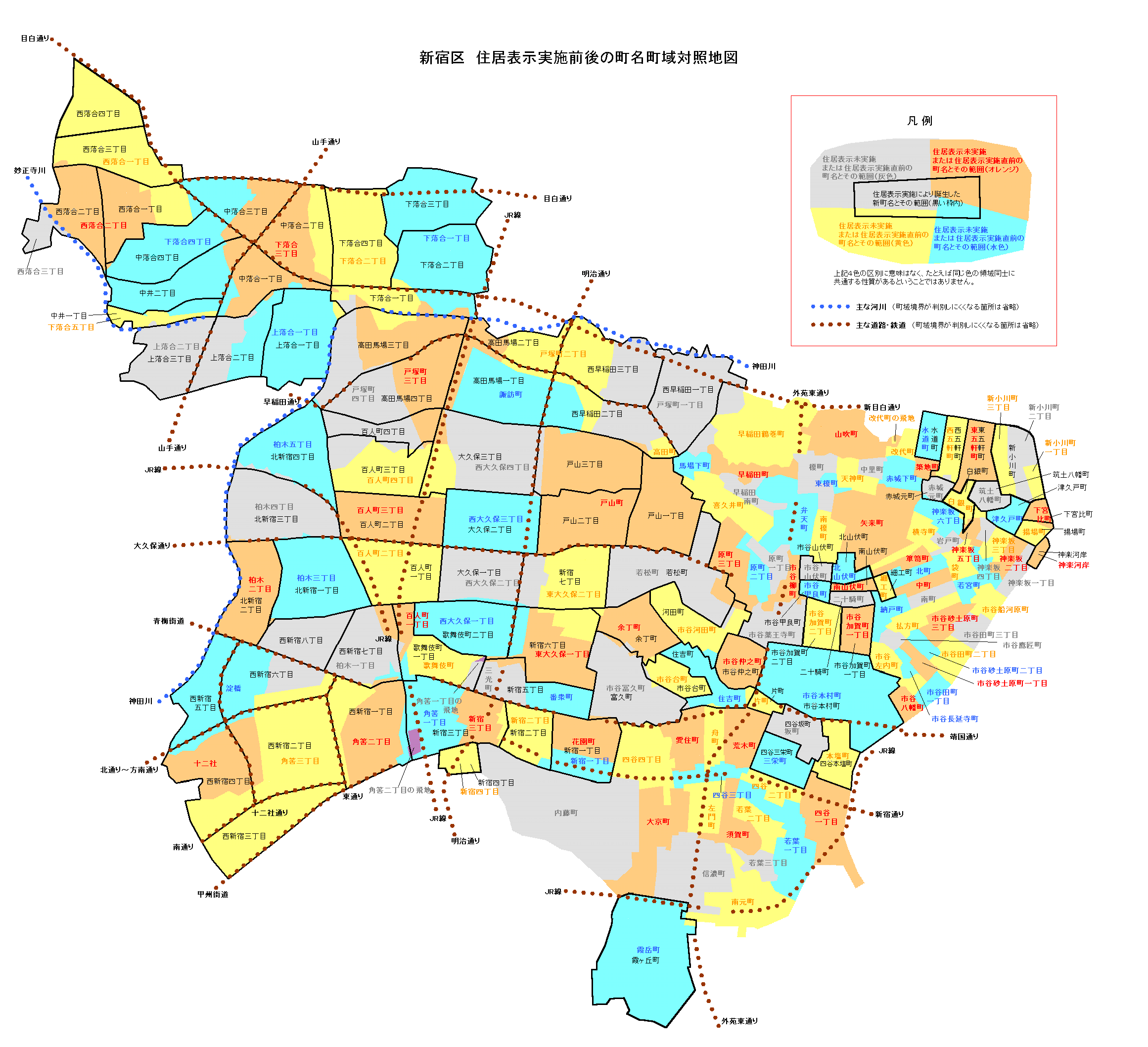
新宿区の新旧地名対照地図（角筈は南西）

淀橋区成立時の町名改称は下表のとおり。
| 実施後     | 実施年月日    | 実施前（いずれも淀橋町大字角筈で、各字名ともその全域）               |
| ---------- | ------------- | -------------------------------------------------------------------- |
| 角筈一丁目 | 1932年10月1日 | 字渡邊・土手際・五十人町・十人町・矢場                               |
| 角筈二丁目 | 1932年10月1日 | 字一丁目・辻                                                         |
| 角筈三丁目 | 1932年10月1日 | 字二丁目通裏・二丁目・南側・三丁目                                   |
| 十二社     | 1932年10月1日 | 字三丁目通裏・池ノ上・十二社・幡ヶ谷前                               |
| 淀橋       | 1932年10月1日 | 字本村・砂利場・二軒家前・長町・東田・豐水・鷹場・淀橋・谷中前・谷中 |

| 実施後         | 実施年月日   | 実施前（特記なければ、各町名の一部） |
| -------------- | ------------ | --- |
| 歌舞伎町       | 1948年4月1日 | 角筈一丁目、百人町一丁目、東大久保三丁目、三光町                                                                                            |
| 西新宿一丁目   | 1970年4月1日 | 角筈一丁目、角筈二丁目、角筈三丁目 |
| 西新宿二丁目   | 1970年4月1日 | 角筈三丁目、淀橋、十二社 |
| 西新宿三丁目   | 1970年4月1日 | 角筈三丁目 |
| 西新宿四丁目   | 1970年4月1日 | 角筈三丁目、十二社、淀橋 |
| 西新宿六丁目   | 1970年4月1日 | 角筈三丁目、柏木一丁目、淀橋 |
| 西新宿七丁目   | 1971年1月1日 | 百人町一丁目、柏木一丁目、角筈一丁目、角筈二丁目、角筈三丁目（全域）                                                                        |
| 新宿三丁目     | 1973年1月1日 | 角筈一丁目、角筈二丁目、新宿二丁目、新宿三丁目（全域）                                                                                      |
| 歌舞伎町一丁目 | 1978年7月1日 | 歌舞伎町（全域）、三光町、百人町一丁目、西大久保一丁目、 角筈一丁目（全域）、角筈二丁目（全域）、柏木一丁目（全域）、新宿三丁目（道路のみ） |

## 映画館
- 新宿劇場 - 映画館。
- 新宿座 - 映画館。
- 帝国館 - 映画館。

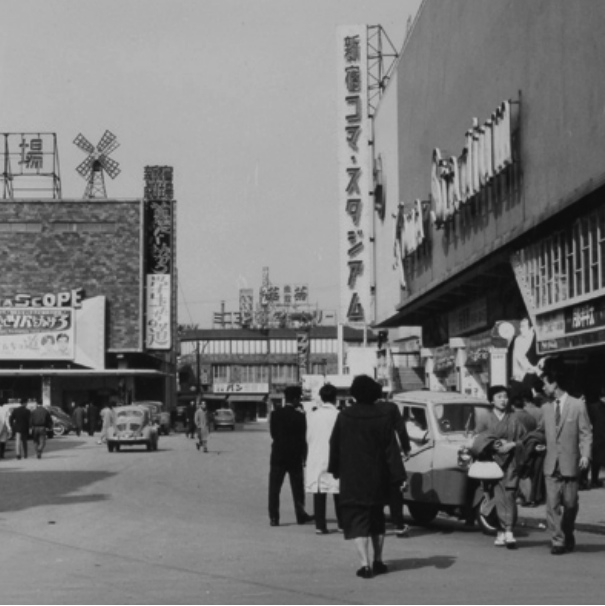
1960年の新宿劇場（左）

- 新宿武蔵野館・武蔵野地下劇場 - 映画館[10]。
- 新宿昭和館・地下劇場 - 映画館[10]。
- 新宿国際劇場・国際名画座 - 映画館[10]。
- 新宿ローヤル劇場 - 映画館[10]。
- 新宿ヒカリ座 - 映画館[11]。
- 新宿パレス座 - 映画館[11]。
- 内外ニュース劇場 - 映画館[11]。
- テアトル新宿 - 映画館[11]。
- 新宿文化劇場 - 映画館[11]。
- 新宿日活・日活名画座 - 映画館[11]。
- 新宿東宝・新東地下劇場・新宿セントラル・新宿ニュース劇場 - 映画館[11]。
- 新宿大映 - 映画館[11]。
- 新宿京王・京王名画座（1956年12月25日開館[12]） - 映画館[11]。
- 新宿東映・東映地下 - 映画館[11]。

## 施設
- 角筈ガード
- 角筈橋
- 角筈公園
- 角筈区民センター - 新宿区角筈特別出張所、角筈区民ホール、角筈地域センター、角筈図書館などが同居する複合公共施設。

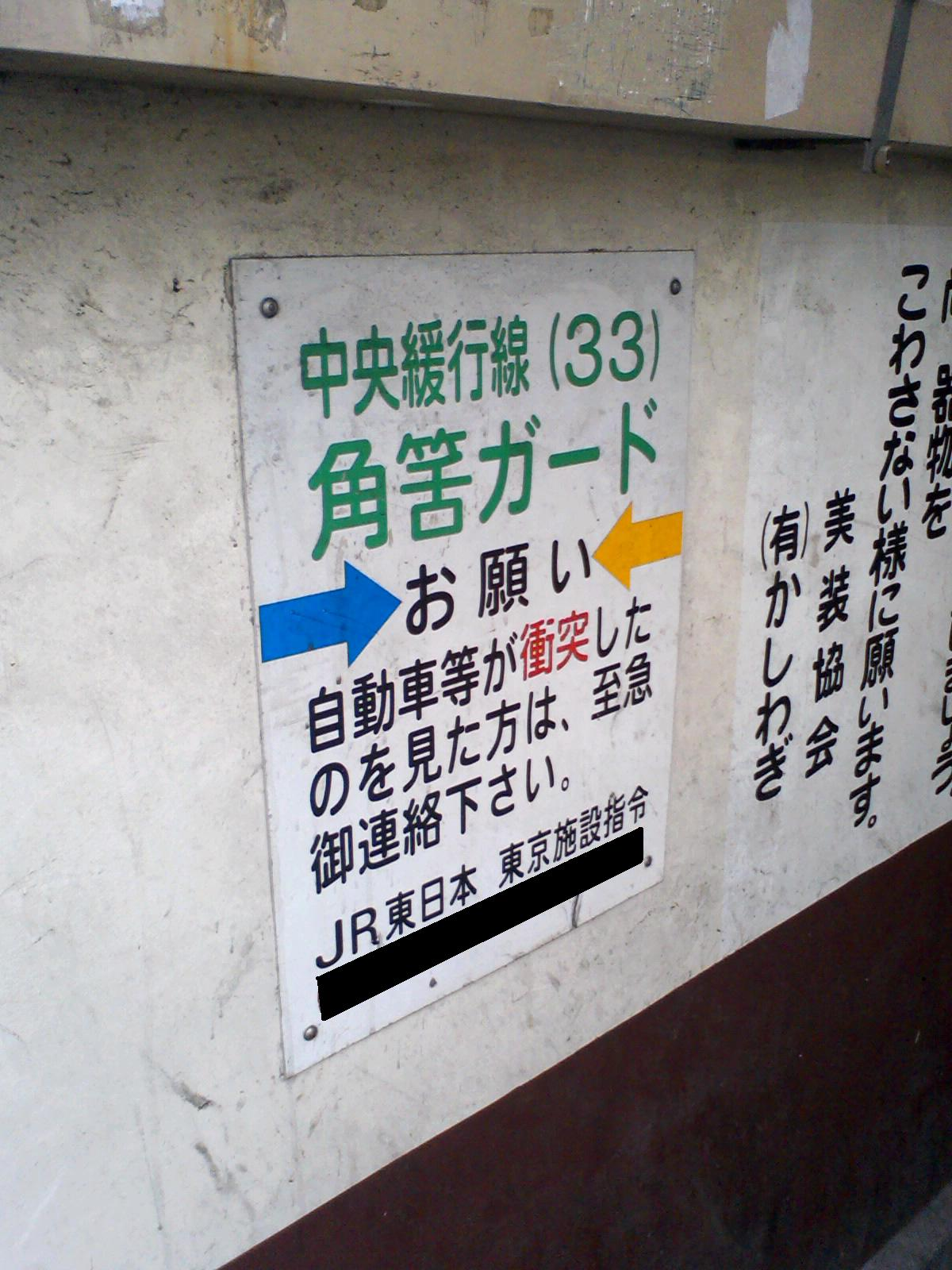
角筈ガード
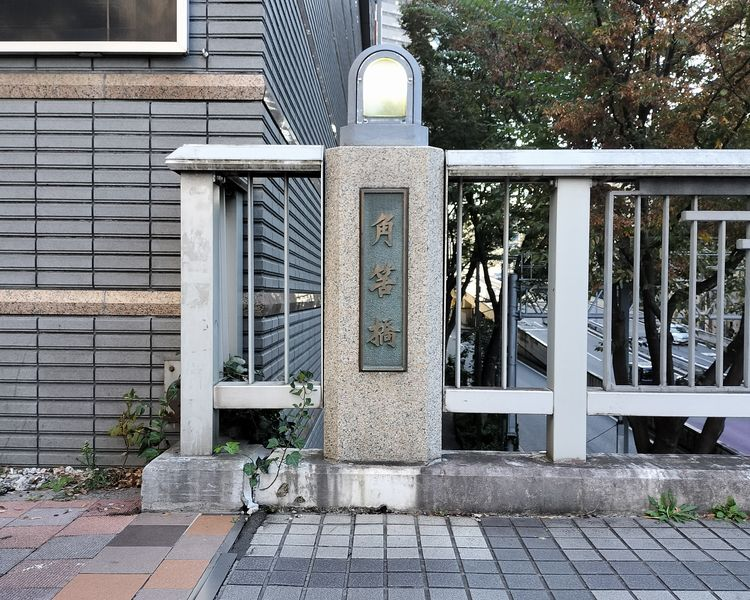
角筈橋
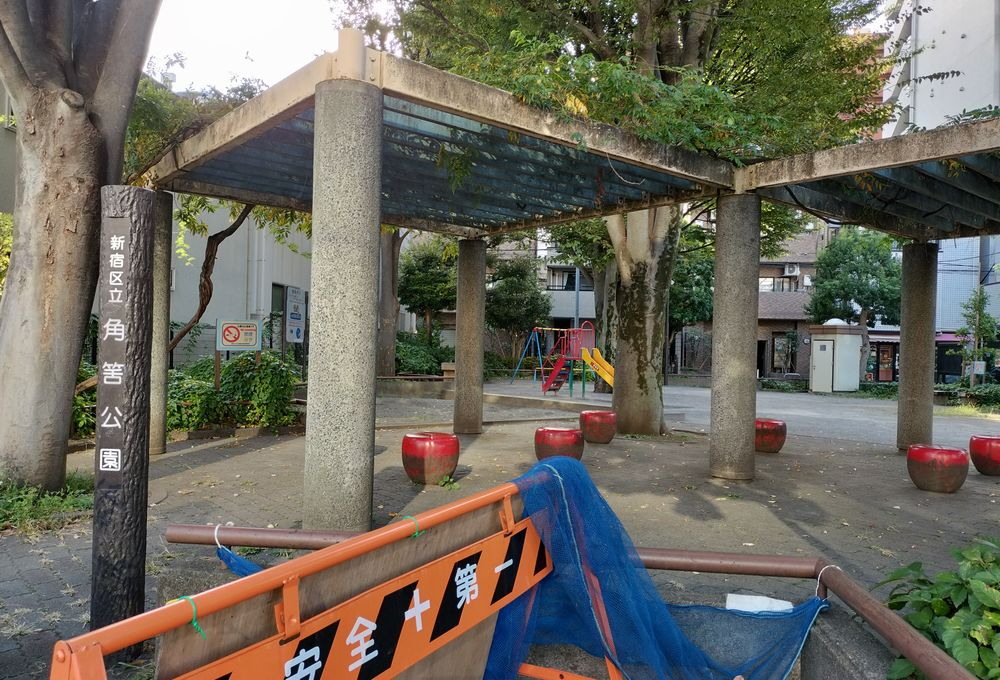
角筈公園
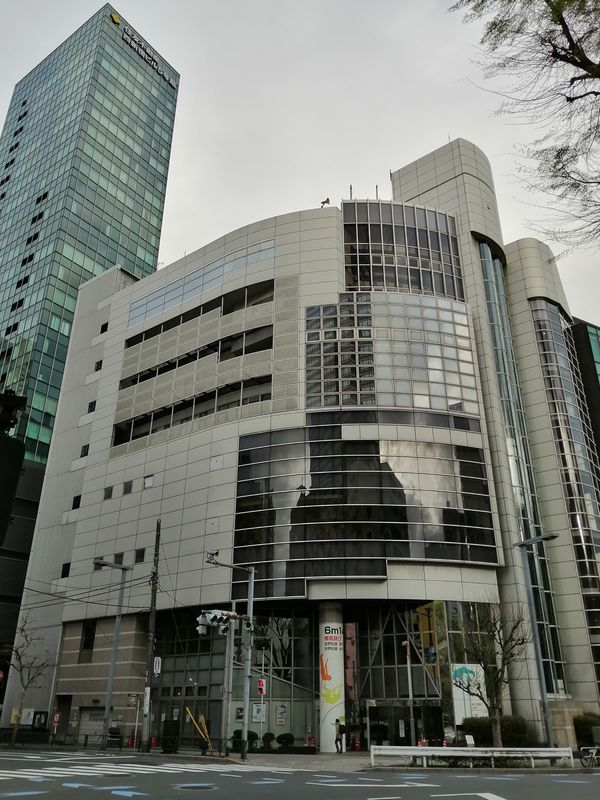
角筈区民センター
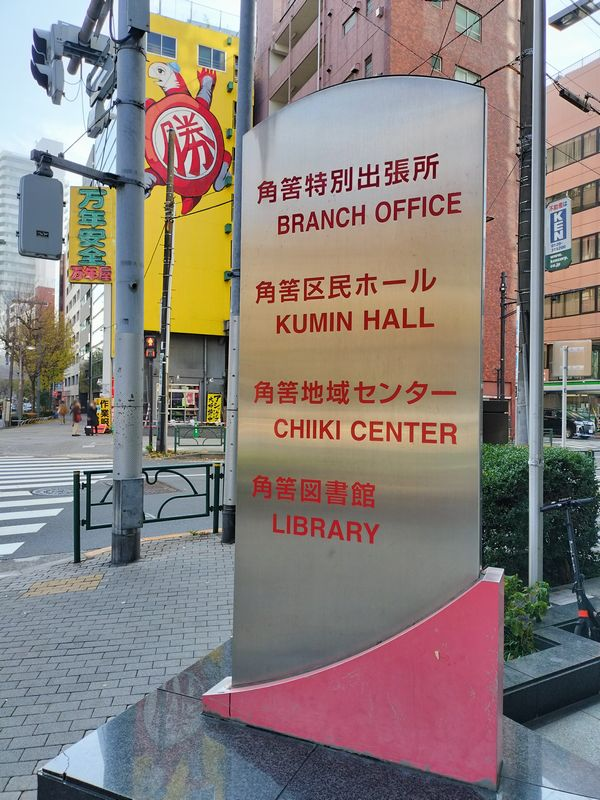
角筈区民センターの表示
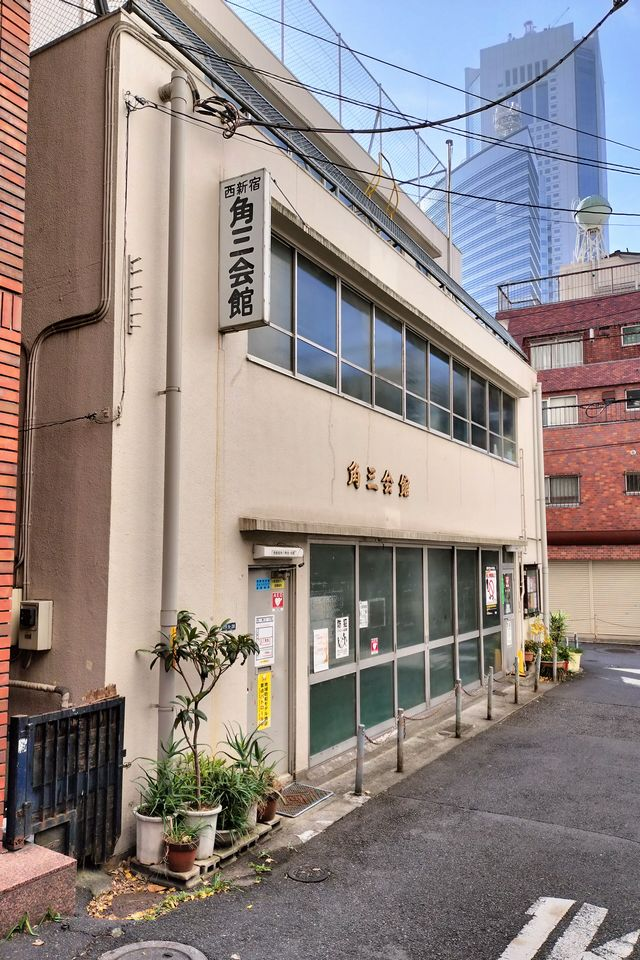
角三会館（旧「角筈三丁目」地区の町内会施設）

- 角筈二丁目バス停留所
  - 2025年7月時点では小田急バスにより季節運行（毎年6月の日曜のみ運行）であるよみうりランド線新宿駅西口 - よみうりランド、新宿駅西口→若林営業所行きのみが停車する。新宿駅に至近でありながら毎日運行のバスは存在しない状況となっている。
  - それ以前は小田急バス宿44系統新宿駅西口 - 武蔵境駅南口、新宿WEバス西ルート入庫便の各路線のバスも停車していた。都営バス宿75系統・渋88系統新宿車庫前発着系統は2025年3月末をもって廃止となり、都営バスの運行がなくなった。かつては宿75系統は1日に十数本と、渋88系統は夜間に1本、小田急バスは宿44系統武蔵境駅南口行きは1日2往復、よみうりランド行きは季節運行路線で、春と秋の土曜日と休日に1往復、若林営業所前行きは同じ日に1本の運行であった。さらに都営地下鉄大江戸線の開通以前は、これらに加えて秋76系統が1時間に12本前後、田70新宿車庫前行きが15本前後運行され、バスの停車頻度も高い停留所であった。

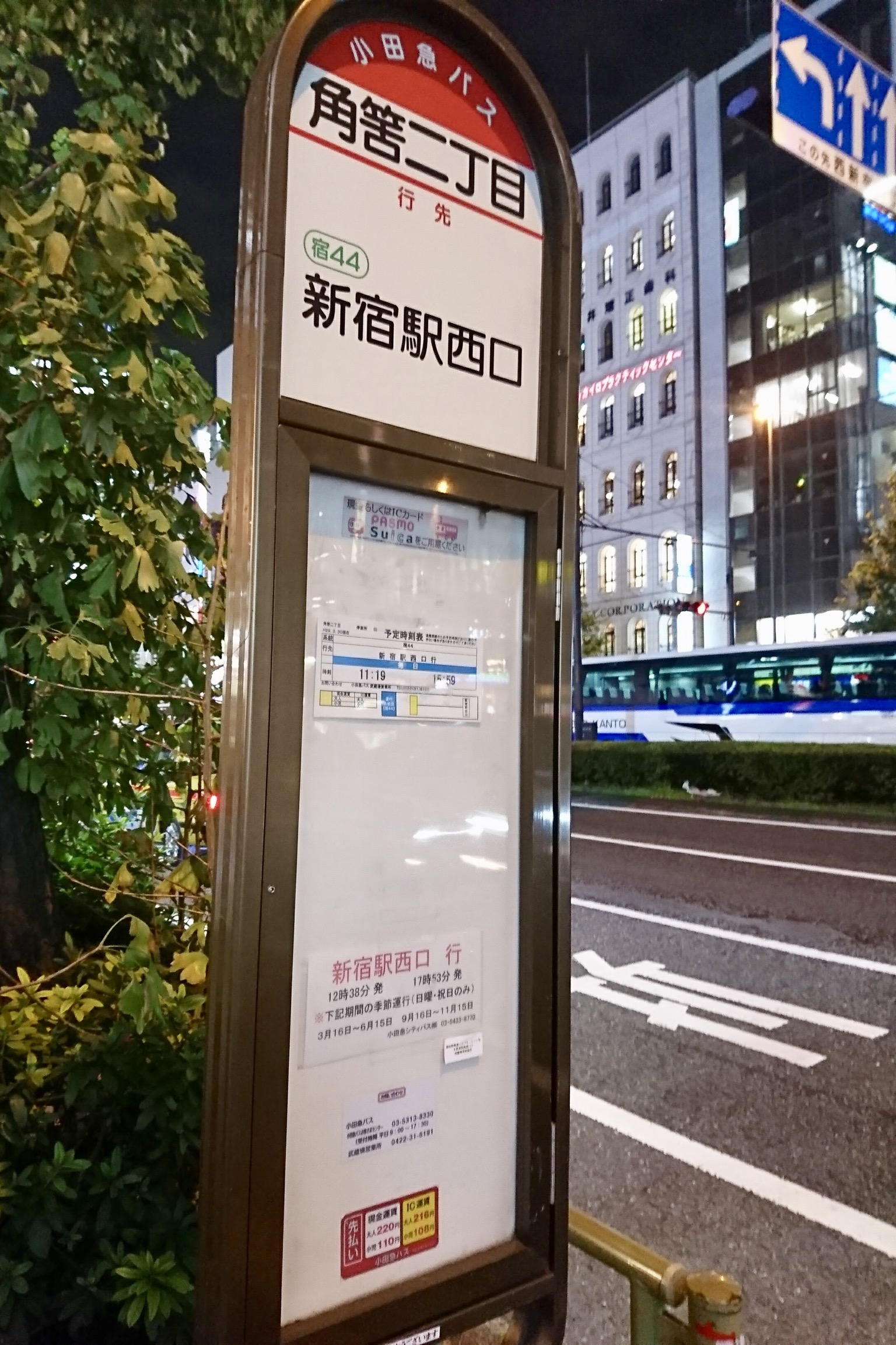
角筈二丁目停留所

- 東京都道414号四谷角筈線
- 東京都道431号角筈和泉町線